# OARD1
OARD1 (англ. O-acyl-ADP-ribose deacylase 1) – білок, який кодується однойменним геном, розташованим у людей на 6-й хромосомі. Довжина поліпептидного ланцюга білка становить 152 амінокислот, а молекулярна маса — 17 025.
| 10         |  | 20         |  | 30         |  | 40         |  | 50         |
| ---------- |  | ---------- |  | ---------- |  | ---------- |  | ---------- |
| MASSLNEDPE |  | GSRITYVKGD |  | LFACPKTDSL |  | AHCISEDCRM |  | GAGIAVLFKK |
| KFGGVQELLN |  | QQKKSGEVAV |  | LKRDGRYIYY |  | LITKKRASHK |  | PTYENLQKSL |
| EAMKSHCLKN |  | GVTDLSMPRI |  | GCGLDRLQWE |  | NVSAMIEEVF |  | EATDIKITVY |
| TL         |  |            |  |            |  |            |  |            |

A: Аланін

C: Цистеїн

D: Аспарагінова кислота

E: Глутамінова кислота

F: Фенілаланін

G: Гліцин

H: Гістидин

I: Ізолейцин

K: Лізин

L: Лейцин

M: Метіонін

N: Аспарагін

P: Пролін

Q: Глутамін

R: Аргінін

S: Серин

T: Треонін

V: Валін

W: Триптофан

Кодований геном білок за функціями належить до гідролаз, фосфопротеїнів. 
Задіяний у такому біологічному процесі, як ацетилювання. 